# Tønder Amt
Tønder Amt var et amt fra 1920 og indtil Kommunalreformen i 1970. Indtil 1864 var det et amt i Hertugdømmet Slesvig.
Tønder Amt bestod af herrederne
- Bøking (nu syd for grænsen)
- Hviding
- Kær (nu syd for grænsen)
- Slogs
- Tønder, Højer og Lø
- Vidding (nu syd for grænsen)

Efter Kommunalreformen i 1970 blev Tønder Amt delt mellem Ribe Amt og Sønderjyllands Amt.
Tre nordlige sogne gik til Ribe Kommune i Ribe Amt:
Langt den største del gik dog til otte kommuner i Sønderjyllands Amt:
- Bredebro
- Gram
- Højer
- Løgumkloster
- Nørre-Ragnstrup
- Skærbæk
- Tønder
- Tinglev

## Amtmænd
Denne liste er ufuldstændig; hjælp gerne med at udfylde den.
- 1684-1689: Peter Brandt
- 1711-1713: Heinrich Reventlow
- 1771-1772: Jørgen Erik Skeel
- 1793-1815: Ernst Albrecht von Bertouch (i stillingen fra 1789)
- 1830-1848: Frederik Christian von Krogh
- 1850-1860: Arthur Christian Detlev Ludvig Eugenius Reventlow
- 1860-1864: Ludvig Brockenhuus-Schack
- 1920-1949: Otto Didrik greve Schack
- 1949-1960: M.J. Clausen

## Historie
Før 1864 var den nordvestlige del af Slesvig i administrativ henseende et sandt kludetæppe. Der var to amter Tønder og Løgumkloster, som hørte til Slesvig, men ind mellem dem lå de Kongerigske enklaver, som hørte til Ribe amt. Disse områder blev i 1867 samlet til Tønder kreds (Kreis Tondern). Da Slesvig i 1920 blev delt mellem Danmark og Tyskland, blev denne landkreds delt nogenlunde midt over. Den nordlige del blev til det nyoprettede Tønder Amt i Danmark. Den sydlige del blev til Sydtønder kreds (Kreis Südtondern (de)) med administrativt hovedsæde i Nibøl. Sydtønder kreds blev i 1970 indlemmet i den nye kreds Kreis Nordfriesland.